# Hinckley
Koordinaten: 52° 33′ N, 1° 23′ W

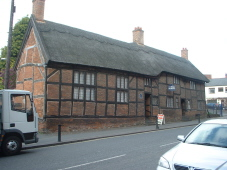
Fachwerkhaus in Hinckley

Hinckley ist eine englische Stadt im südwestlichen Leicestershire mit 43.246 Einwohnern (Stand 2001). Zusammen mit dem Wahlkreis Bosworth bildet Hinckley den Verwaltungsbezirk (Borough) Hinckley and Bosworth mit 100.000 Einwohnern. Der Ort ist bekannt durch den Motorradhersteller Triumph und Heimstätte der Sportwagenhersteller Ultima Sportscars und Sin Cars UK Ltd.
William Shakespeare erwähnt Hinckley in seinem Drama Heinrich IV.

## Geographie
Hinckley wird vom Ashby-Kanal durchquert. Nach London sind es 160 km, nach Birmingham 50, nach Coventry 20 km. Wenige Kilometer östlich liegt der überflutete Steinbruch Stoney Cove, der vom Tauchtourismus erschlossen ist.

## Verkehr
Südlich am Ort vorbei führt die A5 road London – Bangor. Etwa 4 km südöstlich verläuft die Autobahn M69 motorway, die nahe Leicester in den M1 motorway nach London mündet. An Hinckley vorbei verläuft die A47 road, die zur Nordseeküste führt.
Eine Bahnverbindung besteht via Leicester nach Birmingham und London.
Die nächsten Flughäfen sind East Midlands, Coventry und Birmingham.

## Städtepartnerschaften
Hinckley pflegt seit 1972 eine Städtepartnerschaft mit dem deutschen Herford in Nordrhein-Westfalen. Eine weitere Städtepartnerschaft besteht mit der französischen Stadt Le Grand-Quevilly in der Normandie.

## Persönlichkeiten
Der Dichter John Cleveland (1613–1658) lebte hier von 1621 bis 1627, der Pianist und Musikpädagoge Leonard Heaton (1889–1963) wurde hier geboren.